# Nexum
Nexum — у праві Римської республіки — контракт, що передбачав віддачу боржником у заставу своєї особистості у разі невиплати кредиту. Nexum був формою манципації, тобто ритуальної передачі прав від однієї людини до іншої, що здійснювалась в присутності п'яти свідків з-поміж повнолітніх римських громадян і вагаря, який зважував мідь (у той час мідь заміняла гроші), що давалася в борг. Якщо у зважуванні не було необхідності, то воно було суто символічним. Кредитор передавав бронзу боржникові та оголошував його засудженим до сплати переданої ним бронзи.

## Умови Nexum
Приймаючи Nexum, боржник набував статусу nexus та надавав як забезпечення позики підпорядкування себе або члена своєї родини, над яким він мав владу (наприклад, дитини) — на користь кредитора до моменту погашення боргу. Становище nexus, хоч і відрізнялось від положення раба, мало значну схожість, оскільки вони обидва позбавлялись свободи.  Як правило, нексум призводив до вічного поневолення тих, хто підпадав під його дію, адже відтепер більшу частину своєї праці боржник витрачав на користь кредитора. Після сплати боргу мав бути проведений інший обряд, подібний до манципації, який називався  solutio per aes et libram. Гай описує розв'язку зобов'язання, що виникло в наслідок укладання nexum, а також через судове рішення. Урочистий акт відбувається в присутності п'яти свідків і зважувача та за наявності міді й ваг. Боржник вимовляє слова:
Quod ego tibi tot milibus condemnatus sum, me eo nomine a te solvo liberoque hoc aere aeneaque libra, dum hanc tibi iibram primam postremamque expendo secundum legem publicam
Переклад українською: 

З огляду на те, що з мене присуджено тобі стільки-то тисяч, я на цієї підстави відв'язую себе від тебе і звільняю цією міддю і мідними вагами тим, що я тобі відважую цейфунт перший і останній згідно з державним законом. 

## Історія
Інститут боргової залежності був розповсюдженим у суспільстві Стародавнього Риму. Контроль патриціїв над державним земельним фондом (ager publicus) змушував плебеїв брати ці землі в оренду та часто впадати у рабство. Земельне питання було одним з основних у політичній боротьбі патриціїв та плебеїв. Так, наприклад, у 495 р. до н.е, стикнувшись з бойкотуванням плебеями військового набору під час війни з вольськами, консул Публій Сервілій Пріск Структ видав наказ, який забороняв тримати римського громадянина в ув'язненні, не даючи йому записатися до війська, та володіти або продавати власність воїна або тримати у борговій залежності його дітей або внуків. У подальшій історії боротьби патриціїв та плебеїв аграрні законопроєкти на користь плебеїв висувались консулом Спурієм Кассєм Вісцеліном у 487 р. до н.е. та народними трибунами Гаєм Ліцинієм Кальвом Столоном та Луцієм Секстієм Латераном у 375 р. до н.е. У IV ст. до н.е. починається стрімка експансія Риму, що значно розширила кількість землі вільної землі та рабів. Ці фактори призвели до збільшення ролі рабів у римській економіці та розмиванню економічних кордонів між патриціями та плебеями. Як результат, у 326 р. до н.е. було прийнято Закон Петелія-Папірія, що значно пом'якшував умови боржників та забороняв ув'язнення за несплату боргу.